# Eleições estaduais no Rio de Janeiro em 1970
As eleições estaduais no Rio de Janeiro em 1970 ocorreram em duas etapas conforme previa o Ato Institucional Número Três e assim a eleição indireta do governador Raimundo Padilha e do vice-governador Teotônio Araújo foi em 3 de outubro e a escolha dos senadores Amaral Peixoto e Vasconcelos Torres, 18 deputados federais e 42 estaduais se deu em 15 de novembro sob um receituário aplicado aos 22 estados e aos territórios federais do Amapá, Rondônia e Roraima. Em todo o país a ARENA obteve a maior parte dos cargos em disputa.
Nascido em Fortaleza o economista Raimundo Padilha é formado pela Universidade Federal do Rio de Janeiro e integrou a Ação Integralista Brasileira ao lado de Plínio Salgado como opositor do Governo Getúlio Vargas e tornou-se o líder do movimento durante o exílio de Plínio Salgado em Portugal. Com a reorganização do país após o Estado Novo, filiou-se ao PRP e foi eleito suplente de deputado federal em 1950 sendo efetivado após a morte de Soares Filho. Reeleito em 1954, 1958, 1962 e 1966 militou também na UDN antes de ingressar na ARENA sendo escolhido para ocupar o Palácio do Ingá pelo presidente Emílio Garrastazu Médici em 1970 tendo como vice-governador o advogado Teotônio Araújo, governador do estado em virtude da renúncia de Paulo Torres para candidatar-se a senador em 1966.
Em contraste com a ampla vitória do MDB na Guanabara, o pleito no Rio de Janeiro foi favorável à ARENA embora a votação dos oposicionistas tenha sido capaz de eleger um senador e fazer uma bancada numerosa de sete deputados federais e dezessete estaduais. Nesse cenário o senador mais votado foi Amaral Peixoto. Nascido no Rio de Janeiro e aluno da Escola Naval, esteve junto a Getúlio Vargas por ocasião da Revolução de 1930 e da Revolução Constitucionalista de 1932 tornando-se auxiliar de ordens do presidente e também seu genro ao casar-se em 1939 com Alzira Vargas. Interventor federal no Rio de Janeiro durante o Estado Novo ele filiou-se ao PSD, partido do qual seria presidente nacional, e foi eleito deputado federal em 1945 e governador do Rio de Janeiro em 1950. Durante o governo Juscelino Kubitschek foi embaixador do Brasil em Washington e ministro de Viação e Obras Públicas. No curto governo Jânio Quadros assumiu uma vaga no Tribunal de Contas da União até assumir o Ministério Extraordinário da Reforma Administrativa na fase presidencialista do Governo João Goulart. Eleito deputado federal em 1962 e 1966, conquistou um mandato de senador em 1970.
A outra vaga ficou com o advogado Vasconcelos Torres, nascido em Campos dos Goytacazes e formado na Universidade Federal Fluminense. Antigo correligionário de Amaral Peixoto no PSD foi deputado estadual em 1947, 1950 e 1954 e deputado federal em 1958 conquistando um mandato de senador pelo PTB em 1962 e renovando-o em 1970 pela ARENA.

## Resultado da eleição para governador
Eleição realizada pela Assembleia Legislativa do Rio de Janeiro na qual os vencedores receberam os votos da ARENA e no caso do MDB houve dezessete abstenções enquanto Alberto Dauaire, Hélio Gomes e João Batista da Silva faltaram à sessão.
| Candidatos a governador do estado | Candidatos a vice-governador | Número | Coligação             | Votação | Percentual |
| --------------------------------- | ---------------------------- | ------ | --------------------- | ------- | ---------- |
| Raimundo Padilha ARENA            | Teotônio Araújo ARENA        | -      | ARENA (sem coligação) | 23      | 100%       |

## Resultado das eleições para senador
Conforme o Tribunal Superior Eleitoral houve 1.715.779 votos válidos (67,25%), 633.677 votos em branco (24,83%) e 202.000 votos nulos (7,92%) resultando no comparecimento de 2.551.456 eleitores.
| Candidatos a senador da República | Primeiro suplente de senador     | Número | Coligação             | Votação | Percentual |
| --------------------------------- | -------------------------------- | ------ | --------------------- | ------- | ---------- |
| Amaral Peixoto MDB                | Zulmar Batista de Almeida MDB    | -      | MDB (sem coligação)   | 467.550 | 27,25%     |
| Vasconcelos Torres ARENA          | Ricardo Azeredo Viana ARENA      | -      | ARENA (sem coligação) | 459.545 | 26,79%     |
| Afonso Celso MDB                  | Ernesto Caldas Barreto Filho MDB | -      | MDB (sem coligação)   | 401.504 | 23,40%     |
| Heli Ribeiro Gomes ARENA          | Walter Faria Pacheco ARENA       | -      | ARENA (sem coligação) | 387.090 | 22,56%     |

## Deputados federais eleitos
São relacionados os candidatos eleitos com informações complementares da Câmara dos Deputados.

Representação eleita
  ARENA: 11
  MDB: 7

Fonteː
| Deputados federais eleitos | Partido | Votação | Percentual | Cidade onde nasceu    | Unidade federativa |
| Alair Ferreira             | ARENA   | 45.746  |            | Sacramento            | Minas Gerais       |
| Adolfo Oliveira            | MDB     | 42.081  |            | Petrópolis            | Rio de Janeiro     |
| Hamilton Xavier            | MDB     | 37.797  |            | Niterói               | Rio de Janeiro     |
| José Haddad                | ARENA   | 37.301  |            | Nova Iguaçu           | Rio de Janeiro     |
| Rozendo de Souza           | ARENA   | 35.332  |            | Lavras                | Minas Gerais       |
| Walter da Silva            | MDB     | 33.354  |            | Campos dos Goytacazes | Rio de Janeiro     |
| Márcio Paes                | ARENA   | 31.713  |            | Campos dos Goytacazes | Rio de Janeiro     |
| Dayl de Almeida            | ARENA   | 31.651  |            | Rio de Janeiro        | Rio de Janeiro     |
| Osmar Leitão               | ARENA   | 29.350  |            | São Gonçalo           | Rio de Janeiro     |
| Luís Braz                  | ARENA   | 28.901  |            | Itaocara              | Rio de Janeiro     |
| José Sally                 | ARENA   | 28.669  |            | Itaocara              | Rio de Janeiro     |
| Brígido Tinoco             | MDB     | 28.221  |            | Niterói               | Rio de Janeiro     |
| Ário Teodoro               | MDB     | 24.703  |            | Rio de Janeiro        | Rio de Janeiro     |
| José Peixoto Filho         | MDB     | 24.049  |            | Rio de Janeiro        | Rio de Janeiro     |
| Daso Coimbra               | ARENA   | 23.918  |            | Rio de Janeiro        | Rio de Janeiro     |
| Alberto Lavinas            | MDB     | 23.535  |            | Três Rios             | Rio de Janeiro     |
| José da Silva Barros       | ARENA   | 22.825  |            | Juazeiro do Norte     | Ceará              |
| Moacir Chiesse             | ARENA   | 22.437  |            | Barra Mansa           | Rio de Janeiro     |

## Deputados estaduais eleitos
No Rio de Janeiro foram eleitos 42 deputados estaduais.

Representação eleita
  ARENA: 25
  MDB: 17

Fonteː
| Deputados estaduais eleitos | Partido | Votação | Percentual | Cidade onde nasceu       | Unidade federativa |
| Saramago Pinheiro           | ARENA   | 19.060  |            | Niterói                  | Rio de Janeiro     |
| Hydekel de Freitas          | ARENA   | 18.697  |            | Duque de Caxias          | Rio de Janeiro     |
| Joaquim Lavoura             | ARENA   | 15.367  |            | Rio de Janeiro           | Rio de Janeiro     |
| Samuel Rocha                | ARENA   | 12.057  |            |                          |                    |
| Jorge Bedran                | MDB     | 11.920  |            |                          |                    |
| Monteiro Linhares           | ARENA   | 11.730  |            |                          |                    |
| Jorge Sessim                | ARENA   | 11.619  |            |                          |                    |
| Silvério do Espírito Santo  | MDB     | 11.366  |            |                          |                    |
| Hélio Gomes                 | MDB     | 10.445  |            |                          |                    |
| Claudio Moacyr              | MDB     | 10.184  |            | Macaé                    | Rio de Janeiro     |
| Jaime Campos                | MDB     | 9.917   |            | São Gonçalo              | Rio de Janeiro     |
| Paulo Monteiro Mendes       | ARENA   | 9.842   |            |                          |                    |
| Astor Pereira de Melo       | ARENA   | 9.116   |            |                          |                    |
| Aurelino Barbosa            | ARENA   | 8.745   |            |                          |                    |
| Ayrton Rachid               | ARENA   | 8.700   |            |                          |                    |
| Pedro Magalhães             | ARENA   | 8.586   |            |                          |                    |
| Darcílio Ayres              | ARENA   | 8.567   |            | Nova Iguaçu              | Rio de Janeiro     |
| Leônidas Sampaio            | MDB     | 8.434   |            | Petrópolis               | Rio de Janeiro     |
| Alberto Torres              | ARENA   | 8.399   |            |                          |                    |
| João Galindo                | ARENA   | 8.352   |            |                          |                    |
| Zoelzer Poubel              | ARENA   | 8.345   |            |                          |                    |
| Geraldo Di Biase            | MDB     | 8.062   |            | Valença                  | Rio de Janeiro     |
| José Perlingueiro de Abreu  | ARENA   | 8.040   |            |                          |                    |
| Joaquim de Freitas          | ARENA   | 8.027   |            |                          |                    |
| Jorge Ayres de Lima         | ARENA   | 7.986   |            |                          |                    |
| Josias Ávila Júnior         | ARENA   | 7.979   |            |                          |                    |
| Lázaro de Carvalho          | MDB     | 7.909   |            | São Sebastião do Paraíso | Minas Gerais       |
| Waldir da Costa             | MDB     | 7.800   |            |                          |                    |
| Gilberto Rodrigues          | MDB     | 7.623   |            |                          |                    |
| Alberto Duaire              | MDB     | 7.589   |            |                          |                    |
| Antônio Gaspar              | MDB     | 7.355   |            |                          |                    |
| Altamir Bárbara             | ARENA   | 7.158   |            |                          |                    |
| João Besonchet              | ARENA   | 7.119   |            |                          |                    |
| Márcio Macedo               | MDB     | 7.112   |            | Três Rios                | Rio de Janeiro     |
| Geraldo André               | ARENA   | 7.107   |            |                          |                    |
| Fernando Miranda            | MDB     | 7.059   |            |                          |                    |
| José Carlos Miranda         | ARENA   | 7.058   |            |                          |                    |
| Paulo Hervê                 | MDB     | 7.050   |            |                          |                    |
| Ampliato Cabral             | ARENA   | 6.886   |            |                          |                    |
| Paulo Pfeil                 | ARENA   | 6.837   |            |                          |                    |
| Luiz Carlos Soares          | MDB     | 6.628   |            |                          |                    |
| Darcy Rangel                | MDB     | 6.380   |            |                          |                    |